# المرجلة (بني سعد)

تعديل مصدري - تعديل

المرجلة هي إحدى قرى عزلة قيهمة بمديرية بني سعد التابعة لمحافظة المحويت، بلغ تعداد سكانها 318 نسمة حسب تعداد اليمن لعام 2004.